# Kaštel Gomilica
Kaštel Gomilica est un village de Croatie dépendant de la municipalité de Kaštela dans le comitat de Split-Dalmatie. En 2017, sa population était de 5 048 habitants.
Le club de handball de la ville, le RK Kaštela Kaštel Gomilica, a notamment évolué dans le Championnat de Croatie masculin de handball entre 2011 et 2017.